# X-37 (宇宙機)
ボーイング X-37
ペイロードフェアリング内に設置されたサービスモジュールの6番目のX-37B
- 用途：スペースプレーン
- 製造者：ボーイング
- 運用者 
  - NASA/DARPA (X-37A)
  - アメリカ宇宙軍 (X-37B)
- 初飛行：2010年4月22日
- 生産数：2機

ボーイング X-37（Boeing X-37）は、アメリカ合衆国が開発した無人のスペースプレーン。アメリカ航空宇宙局・国防高等研究計画局・アメリカ空軍が参画している計画であり、主契約会社はボーイング社。

## 概要
X-37は1999年にNASAのプロジェクトとして始まり、NASAの再使用型宇宙往還機離れに伴い、2004年に、アメリカ国防総省に移管された。2019年までこのプログラムは宇宙作戦司令部によって管理されていた。再利用が可能な宇宙機であり、大型ロケットにより軌道上に打ち上げられ、機体は軌道上に滞在の後、地球の大気圏に再突入し、滑走路に着陸する。
X-37は、2006年の投下試験で初飛行し、2010年4月にアトラス Vロケットで初の軌道上飛行を行い、2010年12月に地球に帰還した。その後の飛行でミッション期間は徐々に延長され、5回目のミッションでは、初めてファルコン9ロケットが用いられ、軌道上での運用は780日間に達した。6回目のミッションは、2020年5月17日に アトラスVロケットで打ち上げられ、2022年11月12日に終了し、軌道上で合計908日間に達した。

## 開発
1996年にアメリカ航空宇宙局は、X-33やX-34の他、より先進的で低コストの再使用型宇宙往還機の技術試験機としてフューチャーX パスファインダー（Future-X Pathfinder）の開発を開始した。これにはX-37の名称が与えられ、開発についてはボーイングとロッキード・マーティンが提案に応じ、大気圏内技術試験機としてX-40も製作するボーイング案が採用された。80%スケールモデルのX-40Aは1998年に滑空飛行試験に成功した。X-37と同スケールのX-40Bの製造は中止となり、2000年にX-40計画はX-37計画に統合・吸収された。X-37の本格開発は1999年より開始されている。

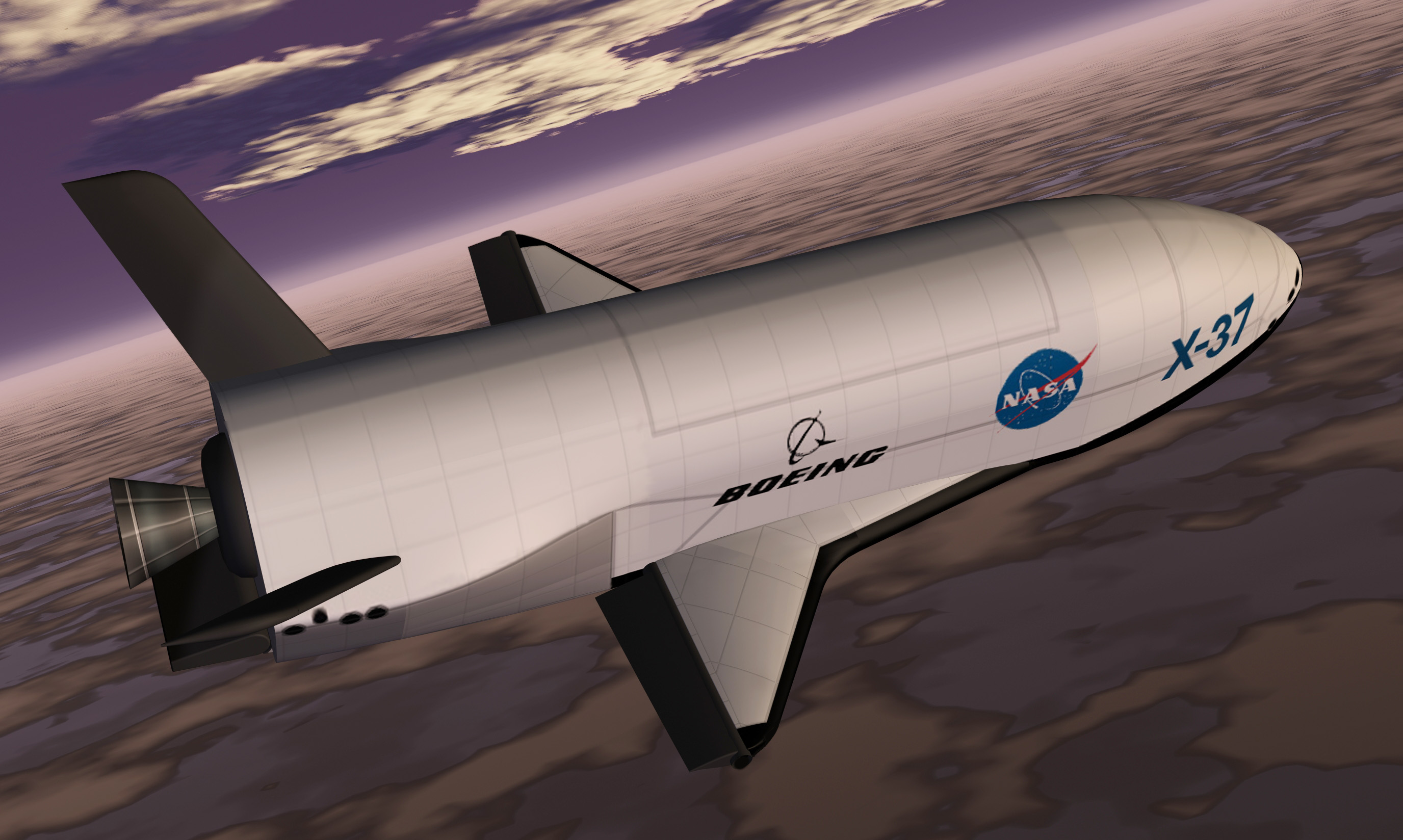
1999年時点の構想図。NASAのロゴが描かれている

当初の構想では、軌道上への打ち上げにスペースシャトルの貨物室に搭載されて運ばれる計画であったが、これは計画の遅延により放棄された。空中投下試験も2001年に行われる予定であったが大幅に遅れた。
2002年にX-40計画の統合を受けて、大気圏内滑空試験機X-37A ALTV（Approach and Landing Test Vehicle）と軌道試験機X-37B OTV（Orbital Test Vehicle）の2つを製造することとした。2004年9月に開発の主管がNASAから国防高等研究計画局に移管され、軍事プロジェクトとなった。これはNASAが宇宙空間への人員輸送手段としてオリオン宇宙船に注力するためでもある。
2004年9月にスケールド・コンポジッツ社のホワイト・ナイトをX-37A投下母機とすることに決定し、2005年6月に適合試験が実施され2006年4月7日にはモハーヴェ空港上空で最初の投下試験が行われ、滑空飛行と自動着陸に成功した。

## 軌道飛行

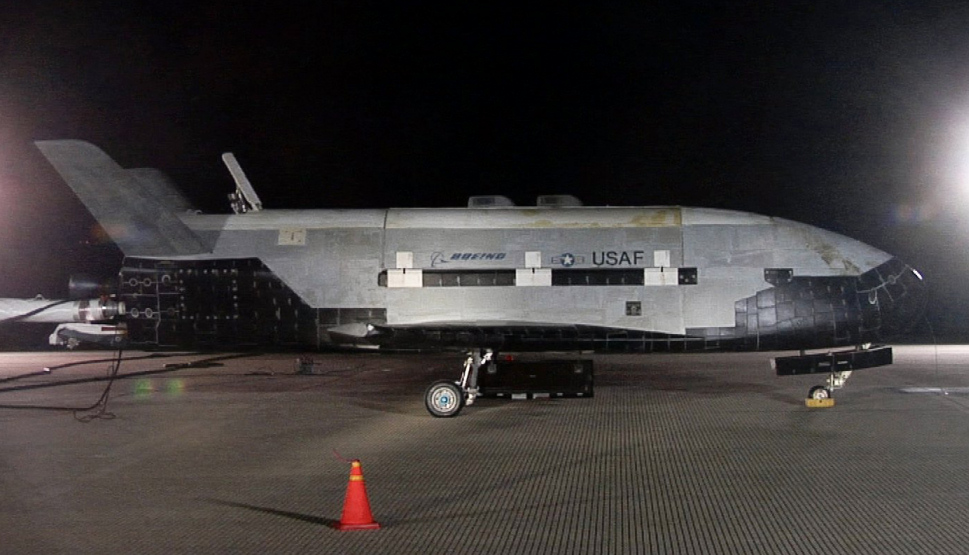
初飛行からの帰還直後のOTV-1

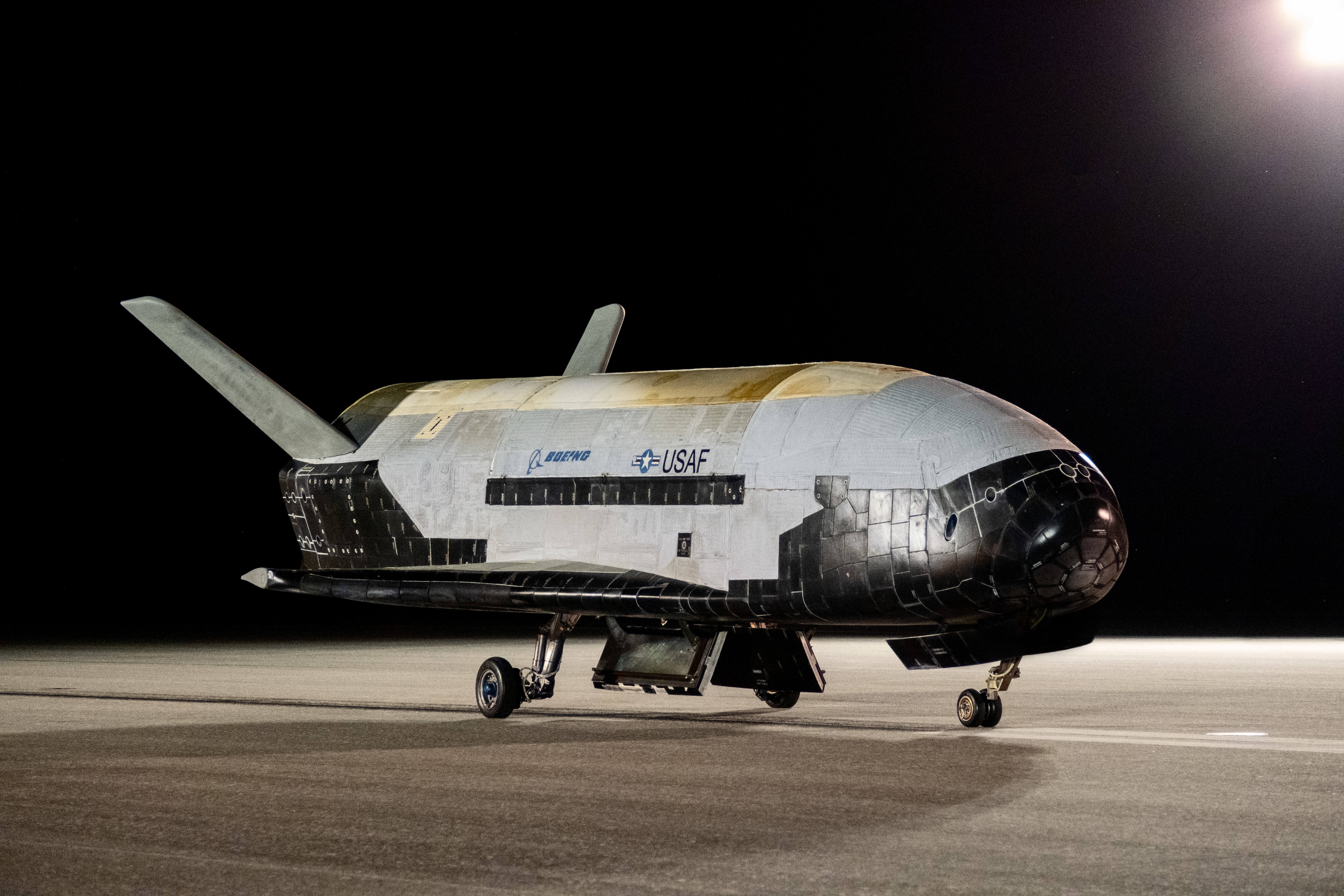
X-37Bは、OTV-6(USA-299)ミッションの909日目である2022年11月12日にNASAシャトル着陸施設に着陸した。

引き続き軌道試験機のX-37B OTV (Orbital Test Vehicle) の開発が発表され、2008年頃の打上げを見込んでいた。予定よりも遅れたが、X-37Bは2010年4月22日19時52分 (EST) にケープカナベラル空軍基地第41発射施設 (LC-41) からアトラスVによって打ち上げられ、約17分後予定軌道に到達した。帰還先として、ヴァンデンバーグ空軍基地もしくはエドワーズ空軍基地が予定されていた。軌道上で試験が行われたあと、打ち上げから約7ヶ月を経た同年12月3日、X-37Bは大気圏再突入をしてヴァンデンバーグ空軍基地の滑走路に自動着陸を行い、試験は成功した。飛行期間は224日間であった。
X-37Bはスペースシャトルよりも長期間軌道上を飛行することができる。シャトルの16日に対し270日滞在可能となっている。
さらに、2011年3月5日に軌道試験2号機の打ち上げが行われ、1号機と同様に数ヶ月にわたって軌道上での試験が予定されていた。この2号機は設計寿命である270日間はおろか、1年間を超える476日の軌道飛行を行い、2012年6月16日にカリフォルニア州バンデンバーグ基地へと着陸した。
2017年5月、アメリカ空軍は、X-37Bが約2年にわたる軌道滞在の任務を終え、フロリダ州のケネディ宇宙センターに帰還したと発表。今回が4回目の任務であり、718日間に及ぶ軌道周回を終えたと伝えられる。詳細な任務については公表されていないが、ロケットダイン社は、今回の飛行の中でイオンエンジンの試験を行ったと発表している。後部メインスラスターの釣り鐘型のノズルが1つしか見られないのはこのためである。二つ目のノズルがあるべき位置にイオンエンジンが設置されている。
2017年9月にはX-37Bの5回目の飛行が実施された。この打ち上げではこれまでのアトラスVに変わってスペースX社のファルコン9ロケットが始めて用いられている。
2020年5月17日、X-37Bは6回目のミッションが実施された。ケープカナベラル宇宙軍施設第41発射施設からアトラス Vで打ち上げられた。
2022年11月12日、908日21時間8分のミッションを終え、シャトル着陸施設に着陸しミッションを完了した。

## 飛行記録
| 回数 | 機体  | 打ち上げ日時 (UTC)   | 帰還日時            | 飛行日数 |
| ---- | ----- | -------------------- | ------------------- | -------- |
| 1    | 1号機 | 2010年4月22日 23:52  | 2010年12月3日 09:16 | 225日    |
| 2    | 2号機 | 2011年3月5日 22:46   | 2012年6月16日 12:48 | 469日    |
| 3    | 1号機 | 2012年12月11日 18:03 | 2014年10月17日 9:24 | 675日    |
| 4    | 2号機 | 2015年5月20日 15:05  | 2017年5月7日        | 718日    |
| 5    | 2号機 | 2017年9月7日 14:00   | 2019年10月27日      | 780日    |
| 6    | 1号機 | 2020年5月17日 13:14  | 2022年11月12日 5:22 | 909日    |

## 機体

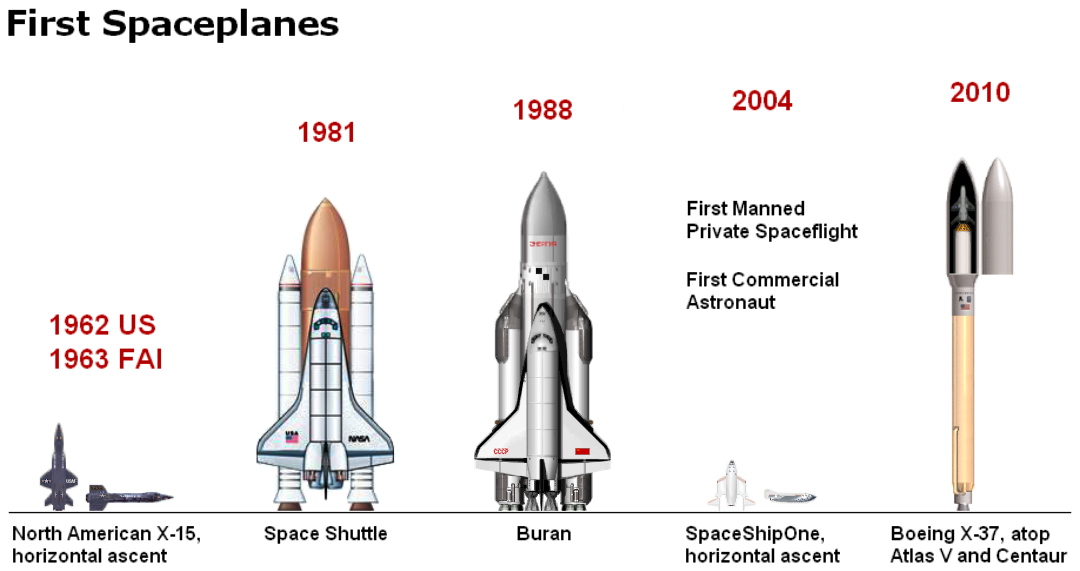
他のスペースプレーンとの比較。右端がX-37

X-37の機体デザインは、スペースシャトルと同形式の貨物室をもつ円筒形の胴体を有し、機体中ほどに小規模の主翼を低翼配置で装備している。V字尾翼を有し、水平尾翼はない。胴体末尾にロケットエンジンを装備できる構造となっている。

## 要目

### X-37A
- 全長：8.38m
- 翼幅：4.57m

### X-37B
出典: USAF,  Boeing,  Air & Space Magazine,  and Physorg.com
諸元
- 乗員: なし
- 全長: 8.9 m （29 ft 3 in）
- 全高: 2.9 m （9 ft 6 in）
- 翼幅: 4.5 m（14 ft 11 in）
- 運用時重量: 4,990 kg （11,000 lb）
- 電源: ガリウムヒ素太陽電池とリチウムイオン電池[14]

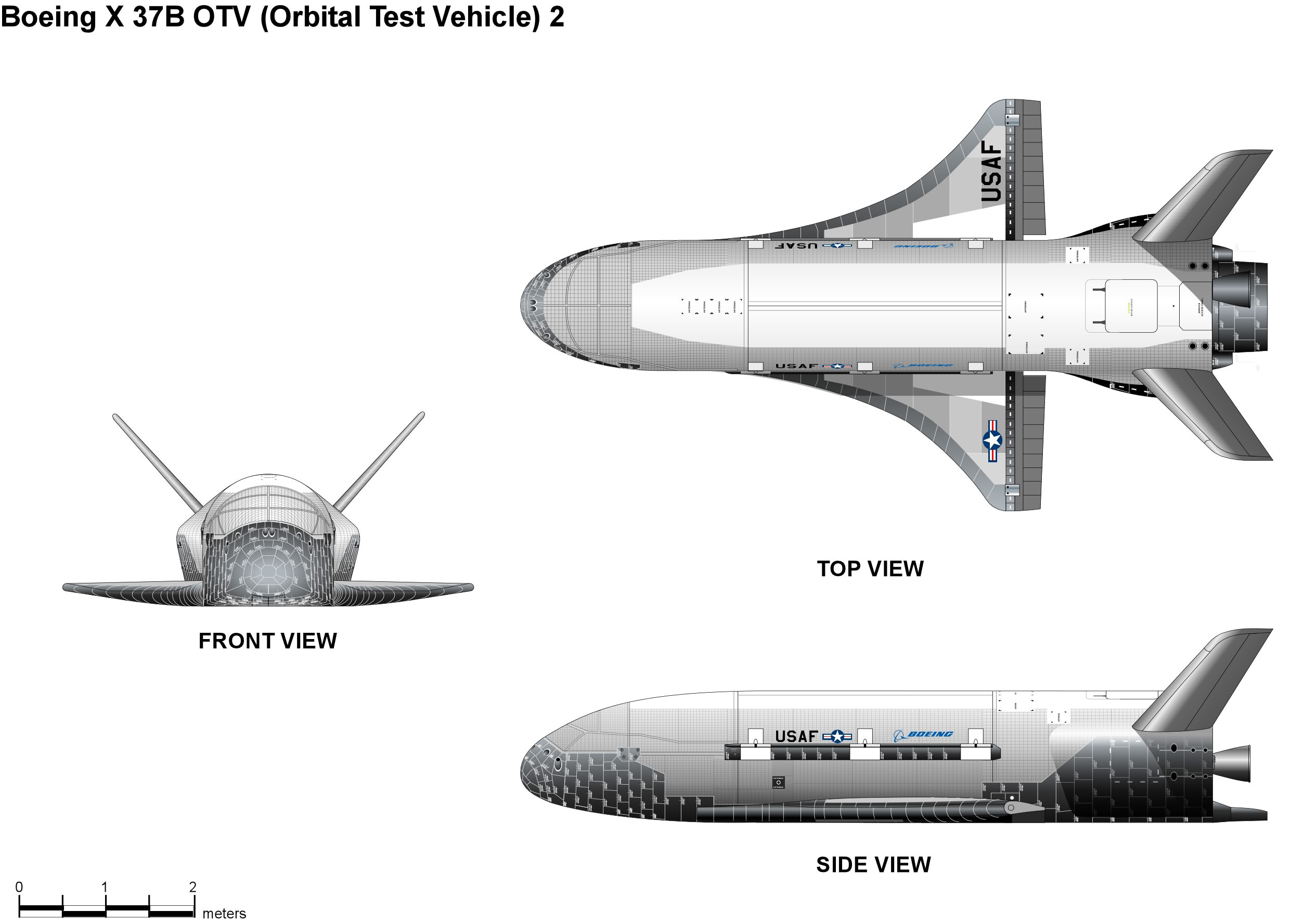
X-37B OTV-2の三面図

- 貨物室寸法: 2.1 m × 1.2 m (7 ft × 4 ft)[19]

性能
- *軌道速度: 28,200 km/h (17,500 mph)
- 軌道: 低軌道
- 軌道上滞在期間: 最大270日[20](但し前述の飛行記録でそれを上回る実績がある)

## 発展型
2011年秋、ボーイングは将来の構想の一つとして、X-37B（X-37Bはシャトルオービタの約1/4のサイズ）の大型化・有人化について言及した。X-37Cと呼ばれるこの機体は、X-37Bを165-180%のサイズに大型化したもので、5から6名の人員を運ぶことができるとしている。

## 軍事的能力
アメリカは2010年4月に第四次戦略兵器削減条約をロシアと締結するなど、オバマ政権下で核兵器の役割を段階的、かつ着実に軽減させている。こうした中で、無人再突入可能な次世代スペースプレーンの軍事応用は、全世界への速やかな攻撃を可能とするもので「ポスト核兵器時代」におけるアメリカの切り札になりうる、と中国メディアは報道した。本機のテストミッション内容は非公開であり、その運用構想についてはPGS (Prompt Global Strike)構想の一翼を担うものではないか等様々な憶測が語られている。
一方で、こうしたX-37Bの軍事面での能力を強調する報道に対しては、「兵器を搭載するにはペイロード・ベイが小さ過ぎる」「翼を持った再利用可能なシステムにする理由がない」といった反論が寄せられている。